# Marcusenius abadii
Marcusenius abadii és una espècie de peix pertanyent a la família dels mormírids i a l'ordre dels osteoglossiformes.

## Etimologia
Marcusenius fa referència a l'alemany Johann Marcusen (el primer ictiòleg a estudiar els mormírids de forma sistemàtica), mentre que l'epítet abadii al·ludeix al capità G. F. Abadie, el qual va donar-ne un espècimen al Museu Britànic.

## Descripció
Fa 40 cm de llargària màxima i 1/2 kg de pes. Absència d'espines a les aletes dorsal i anal. 34-39 radis tous a l'única aleta dorsal i 32-36 a l'anal. Origen de l'aleta dorsal al mateix nivell que el de l'anal. Aleta caudal forcada. Boca terminal. 85-95 escates a la línia lateral i 16-16 al voltant del peduncle caudal. Sense barbetes sensorials ni aleta adiposa. Té un òrgan elèctric capaç de produir descàrregues elèctriques febles.

## Hàbitat i distribució geogràfica
És un peix d'aigua dolça, demersal i de clima tropical (10°N-6°N), el qual viu a Àfrica: els rius Níger, Benué i Volta a Burkina Faso, el Camerun, Togo, Ghana, el Níger i Nigèria.

## Estat de conservació
Les seues principals amenaces són els vessaments de petroli a la conca baixa del riu Níger, la desforestació i les males pràctiques agrícoles a les conques del nord, la sedimentació, la lixiviació (sobretot, al Volta Negre), la contaminació de l'aigua a causa de les deixalles humanes, la invasió de males herbes aquàtiques al riu Oti (la qual cosa altera el seu hàbitat i afecta els nivells d'oxigen del riu) i els abocaments de les activitats mineres al Volta Blanc.

## Observacions
És inofensiu per als humans, el seu índex de vulnerabilitat és de baix a moderat (30 de 100) i forma part de la dieta humana local.